# Barylestis nigripectus
Barylestis nigripectus är en spindelart som beskrevs av Simon 1910. Barylestis nigripectus ingår i släktet Barylestis och familjen jättekrabbspindlar.
Artens utbredningsområde är Kongo. Inga underarter finns listade.